# Giro del Piemonte 1927
Il Giro del Piemonte 1927, ventesima edizione della corsa, si svolse il 1º maggio 1927 su un percorso di 262 km. La vittoria fu appannaggio dell'italiano Alfredo Binda, che completò il percorso in 9h11'00", precedendo i connazionali Battista Giuntelli ed Antonio Negrini.
Sul traguardo di Torino almeno 52 ciclisti, su 117 partiti dalla medesima località, portarono a termine la competizione. 

## Ordine d'arrivo (Top 10)
| Pos. | Corridore          | Squadra         | Tempo    |
| ---- | ------------------ | --------------- | -------- |
| 1    | Alfredo Binda      | Legnano-Pirelli | 9h11'00" |
| 2    | Battista Giuntelli | Bianchi         | a 1"     |
| 3    | Antonio Negrini    | Wolsit-Pirelli  | s.t.     |
| 4    | Bartolomeo Aymo    | Mifa            | a 2"     |
| 5    | Pietro Chesi       | Nicolo Biondo   | a 50"    |
| 6    | Federico Gay       | Mifa            | s.t.     |
| 7    | Secondo Martinetto | -               | s.t.     |
| 8    | Giovanni Balla     | Gloria          | s.t.     |
| 9    | Pietro Fossati     | Wolsit-Pirelli  | s.t.     |
| 10   | Settimo Innocenti  | -               | s.t.     |